# Uwe Bellmann

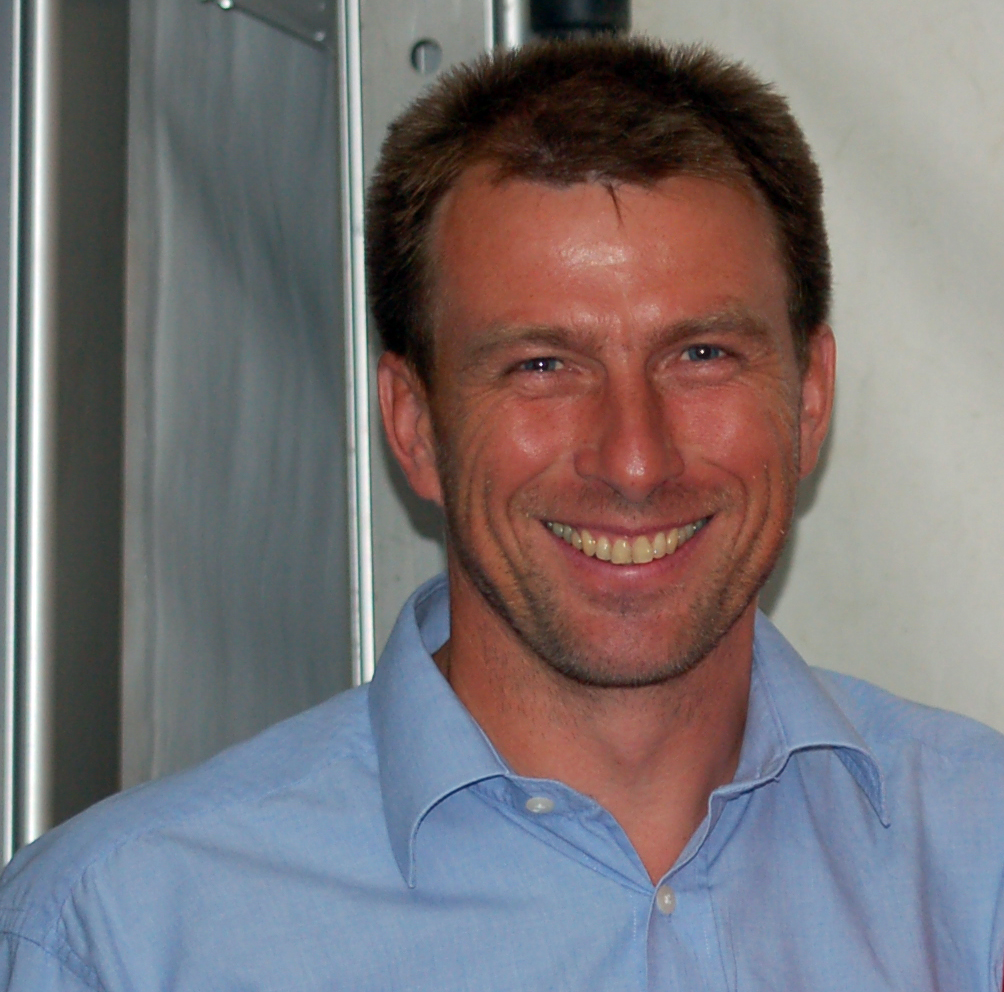
Uwe Bellmann

Uwe Bellmann, född 1962, är en tysk före detta längdåkare som tävlade mellan åren 1982 och 1997 för Östtyskland/Tyskland.
Bellmans bästa placering i världscupen är från en tävling 1988 i Ramsau där han slutade på tredje plats. 
Bellmann deltog i två olympiska spel och hans främsta resultat är från OS 1988 i Calgary där han slutade på femte plats på 15 kilometer. Han var även med i det östtyska stafettlag som slutade delad trea (med Finland) vid VM 1982 i Oslo.